# Rudolf Skácel
Rudolf Skácel (Trutnov, 17 luglio 1979) è un ex calciatore ceco, di ruolo centrocampista.

## Carriera

### Club
Skácel cresce nelle giovanili del Trutnov, per poi passare al Hradec Králové, dove ottiene una promozione ed il titolo di capocannoniere del torneo, prima di passare allo Slavia Praga a metà della stagione 2001-2002. Con lo Slavia vince la Coppa della Repubblica Ceca, segna 8 gol in 28 partite e contribuisce al secondo posto al campionato 2002-2003.
Nella stagione 2003-2004 lascia la Repubblica Ceca per approdare ai francesi dell'Olympique Marsiglia per 2,5 milioni di euro, nel quale rimane una stagione.
Il club transalpino lo cede poi in prestito al Panathīnaïkos, dove gioca la Champions League (5 partite ed un gol). Nella stagione 2005-2006 approda in Scozia, agli Hearts of Midlothian allenati da George Burley: Skácel realizza 16 reti in 35 presenze, di cui 7 nelle prime 7 giornate, nuovo record per il campionato. Segna anche nella finale della Coppa di Scozia vinta ai rigori contro il Gretna.
La stagione successiva passa in Inghilterra, al Southampton, dove ritrova Burley e riesce a giocare con continuità non raggiungendo la promozione in Premier League. Il 31 gennaio 2008 viene prelevato in prestito dall'Hertha Berlino.
Nel giugno 2008 ritorna per fine prestito alla squadra inglese di Championship, il Southampton.
Dopo aver rescisso il contratto con il Southampton, il 13 ottobre 2009 passa allo Slavia Praga. Gioca solo 5 partite, realizzando, il 29 novembre, una tripletta nel 3-1 inflitto al Brno.
Svincolatosi, nel gennaio 2010 firma per il club greco del Larissa, con cui gioca 7 gare e che lascia allo scadere del contratto in giugno.
Il 16 settembre 2010 fa ritorno all'Hearts, e marca il suo secondo debutto con un gol ai Rangers. Il 23 ottobre mette a segno una tripletta nella vittoria per 3-0 sul St. Mirren. Termina la stagione come miglior marcatore dei maroons, con 13 reti totali. Nella stagione successiva va subito a segno nel terzo turno preliminare di Europa League, quando l'Hearts supera, per 4-1, gli ungheresi del Paks. Il 19 maggio 2012 realizza una doppietta nella finale di Coppa di Scozia, vinta per 5-1 contro gli eterni rivali dell'Hibernian nel derby di Edimburgo. Ancora una volta è il miglior marcatore della squadra, stavolta con 12 gol in campionato (18 totali).
Nel luglio 2013 si ritira dal calcio giocato.

### Nazionale
Con la Nazionale Under-21 ceca vince l'Europeo 2002 in Svizzera.
Il 15 novembre 2003 va a segno all'esordio in Nazionale maggiore, contro il Canada, ma non viene più convocato per quasi due anni.
Ha fatto parte della rosa che ha preso parte al campionato d'Europa 2008.

## Palmarès

### Club

#### Competizioni nazionali
- Coppa di Scozia: 2

Hearts: 2005-2006, 2011-2012

## Statistiche

### Cronologia presenze e reti in nazionale
| Cronologia completa delle presenze e delle reti in nazionale ― Rep. Ceca | Cronologia completa delle presenze e delle reti in nazionale ― Rep. Ceca | Cronologia completa delle presenze e delle reti in nazionale ― Rep. Ceca | Cronologia completa delle presenze e delle reti in nazionale ― Rep. Ceca | Cronologia completa delle presenze e delle reti in nazionale ― Rep. Ceca | Cronologia completa delle presenze e delle reti in nazionale ― Rep. Ceca | Cronologia completa delle presenze e delle reti in nazionale ― Rep. Ceca | Cronologia completa delle presenze e delle reti in nazionale ― Rep. Ceca |
| Data                                                                     | Città                                                                    | In casa                                                                  | Risultato                                                                | Ospiti                                                                   | Competizione                                                             | Reti                                                                     | Note                                                                     |
| ------------------------------------------------------------------------ | ------------------------------------------------------------------------ | ------------------------------------------------------------------------ | ------------------------------------------------------------------------ | ------------------------------------------------------------------------ | ------------------------------------------------------------------------ | ------------------------------------------------------------------------ | ------------------------------------------------------------------------ |
| 12-11-2003                                                               | Teplice                                                                  | Rep. Ceca                                                                | 5 – 1                                                                    | Canada                                                                   | Amichevole                                                               | 1                                                                        | 73’                                                                      |
| 17-8-2005                                                                | Göteborg                                                                 | Svezia                                                                   | 2 – 1                                                                    | Rep. Ceca                                                                | Amichevole                                                               | -                                                                        | 46’                                                                      |
| 7-9-2005                                                                 | Olomouc                                                                  | Rep. Ceca                                                                | 4 – 1                                                                    | Armenia                                                                  | Qual. Mondiali 2006                                                      | -                                                                        | 80’                                                                      |
| 27-5-2008                                                                | Praga                                                                    | Rep. Ceca                                                                | 2 – 0                                                                    | Lituania                                                                 | Amichevole                                                               | -                                                                        | 79’                                                                      |
| 30-5-2008                                                                | Praga                                                                    | Rep. Ceca                                                                | 3 – 1                                                                    | Scozia                                                                   | Amichevole                                                               | -                                                                        | 46’                                                                      |
| 3-3-2010                                                                 | Glasgow                                                                  | Scozia                                                                   | 1 – 0                                                                    | Rep. Ceca                                                                | Amichevole                                                               | -                                                                        | 67’                                                                      |
| 22-5-2010                                                                | Harrison                                                                 | Turchia                                                                  | 2 – 1                                                                    | Rep. Ceca                                                                | Amichevole                                                               | -                                                                        | 77’                                                                      |
| Totale                                                                   |                                                                          | Presenze                                                                 | 7                                                                        |                                                                          | Reti                                                                     | 1                                                                        |                                                                          |